# Teologia do povo
Segundo o teólogo jesuíta Juan Carlos Scannone, a "Teologia do Povo" é uma versão argentina da Teologia da Libertação.
A particularidade dessa vertente seria a não utilização da metodologia marxista de análise da realidade, o que talvez seja consequência da influência peronismo na sociedade argentina.
Essa corrente se caracteriza por:
- valorizar a cultura, a piedade e a religiosidade popular da Argentina e do conjunto da América Latina;
- apresentar o povo como sujeito histórico-cultural e a religiosidade popular como uma forma inculturada de fé cristã católica no povo argentino e latino-americano;
- valorizar mais a análise histórico-cultural do que a sócio-estrutural;
- opção preferencial pelos pobres;
- projeto histórico de justiça e de paz para libertar os oprimidos de uma situação de injustiça estrutural e de violência institucionalizada.[1]

O seu principal teólogo foi Lucio Gera, líder da Comissão Episcopal de Pastoral (Coepal), constituída pelos bispos argentinos após o Concílio Vaticano II. Outras importantes colaboradores foram: Justino O'Farrell, Gerardo Farrel, Rafael Tello, Alberto Sily, Fernando Boasso, Enrique Angelelli e Manuel Marengo que, em 1969, elaboraram o "Documento de San Miguel", que defende a pastoral popular pensada não só para o povo, mas a partir do povo. A ideia de fundo é que o povo latino-americano já foi evangelizado e, portanto, apresenta muitos elementos que não são apenas "sementes", mas "frutos" do Verbo.
A denominação "Teologia do Povo" foi utilizada pela primeira vez pelo jesuíta e teólogo da libertação Juan Luis Segundo que foi um critico dessa corrente.